# 塔山桥
塔山桥，位于江西省上饶市婺源县（旧属安徽省徽州府）秋口镇李坑村。
塔山桥已作为李坑村古建群的子项目，列为婺源县文物保护单位。